# ハーレクイン (色)
ハーレクイン（Harlequin）とは、ブライトグリーンや緑に近い色で純色の一種。

## 近似色
- ブライトグリーン
- 緑